# 2005 YM292
2005 YM292, também escrito como 2005 YM292, é um objeto transnetuniano que está localizado no Cinturão de Kuiper, uma região do Sistema Solar. Este corpo celeste é classificado como um provável cubewano. Ele possui uma magnitude absoluta de 7,4 e tem um diâmetro estimado com 88 km.

## Descoberta
2005 YM292 foi descoberto no dia 24 de dezembro de 2005 pelos astrônomos P. A. Wiegert e A. Papadimos.

## Órbita
A órbita de 2005 YM292 tem uma excentricidade de 0,022 e possui um semieixo maior de 45,975 UA. O seu periélio leva o mesmo a uma distância de 44,953 UA em relação ao Sol e seu afélio a 46,998 UA.